# رضى الله ذو اليزل
رضى الله ذو اليزل هو لاعب كرة قدم مغربي من مواليد 3 سبتمبر 1983 بمدينة الدار البيضاء .

## روابط خارجية
- رضى الله ذو اليزل على موقع قاعدة بيانات كرة القدم.إي يو (الإنجليزية)

- "Fiche de Redallah Doulyazal". {{استشهاد ويب}}: الوسيط غير المعروف |site= تم تجاهله يقترح استخدام |website= (مساعدة)